# Schützenkanzel-Tunnel
Der Schützenkanzel-Tunnel ist der einzige Eisenbahntunnel entlang der Bahnstrecke Kaiserslautern–Enkenbach. Darüber hinaus ist er nach dem Kupferschmelz-Tunnel entlang der benachbarten Alsenztalbahn der zweitkürzeste seiner Art innerhalb der Pfalz.

## Lage
Der Schützenkanzel-Tunnel befindet sich im nördlichen Pfälzerwald zwischen seinen Teilgebieten Diemersteiner Wald, Sembacher Platten und Otterberger Wald unmittelbar am südlichen Siedlungsrand von Enkenbach. Er unterquert die örtliche Birkenstraße sowie einen Feldweg zum Birkenhof, die beide in ein Waldgebiet führen. Namensgeberin ist die mitten im Enkenbacher Siedlungsgebiet gelegene Schützenkanzel, an der sich unweit des Tunnels eine Straße mit der Bezeichnung An der Schützenkanzel befindet.

## Geschichte
Bereits im Jahre 1863 wurde in einer Denkschrift für eine Bahn von Kaiserslautern über Kirchheimbolanden bis zum Anschluss an die rheinhessische Grenze in Alzey geworben,. Dabei wurde erstmals eine Streckenführung von Kaiserslautern über Enkenbach konzipiert, in deren Verlauf man kurz vor Enkenbach eine Wasserscheide per Tunnel durchstoßen wollte. Da man aber negative Auswirkungen auf den Betrieb und vor allem die Erträge der Pfälzischen Ludwigsbahn, befürchtete wurde vorerst von einer Realisierung Abstand genommen.
Trotz der mit Rücksicht auf die Interessen Kaiserslauterns bei der 1870 und 1871 errichteten und als Transitstrecke konzipierten Alsenztalbahn eine Verbindungskurve zum Bahnhof Hochspeyer errichtet worden war, empfand die Barbarossastadt diese Linienführung als Umweg. Die mittlerweile anlaufenden Planungen für die Zellertalbahn nach Monsheim und die Donnersbergbahn über Kirchheimbolanden nach Alzey brachten das ursprüngliche Konzept der Verbindungsstrecke zwischen dem Bahnhof Enkenbach und dem Bahnhof Kaiserslautern zur Ausführung. Dabei musste im südwestlichen Bereich des Ortes Enkenbach die Wasserscheide zwischen Eselsbach und dem Klosterbach mittels eines Geländeeinschnitts und eines kurzen Tunnels bewältigt werden. Am 15. Mai 1875 wurde die Strecke einschließlich des Schützenkanzel-Tunnels eröffnet. Der Personenverkehr wurde am 29. Mai 1987 zunächst eingestellt. Am 1. Juni 1997 fand schließlich seine Reaktivierung statt.